# Bangui (Ilocos Norte)
Bangui è una municipalità di quarta classe delle Filippine, situata nella Provincia di Ilocos Norte, nella Regione di Ilocos.
Bangui è formata da 15 baranggay:
- Abaca
- Bacsil
- Banban
- Baruyen
- Dadaor
- Lanao
- Malasin
- Manayon
- Masikil
- Nagbalagan
- Payac
- San Lorenzo (Pob.)
- San Isidro
- Taguiporo
- Utol